# ベルリン・コンツェルトハウス管弦楽団
ベルリン・コンツェルトハウス管弦楽団（ドイツ語: Konzerthausorchester Berlin）は、ドイツ・ベルリンに本拠を置くオーケストラ。コンツェルトハウス（旧シャウシュピールハウス）を本拠地としている。元はベルリン交響楽団（ドイツ語: Berliner Sinfonie-Orchester）と称していたが、2006年に現在の名称になる。西ベルリンに存在したベルリン交響楽団（Berliner Symphoniker）とは別団体である。

## 歴史
1925年にベルリン・コンツェルトハウス管弦楽団の前身となるベルリン交響楽団が設立された。これは以前のブリュトナー管弦楽団から生まれ変わったものである。1952年には、クルト・ザンデルリングのもとで、東ベルリンにおいて市の機関として再設立され、1960年から1977年までの間、ザンデルリングが首席指揮者を務め、国際的に高い評価を得た。コンサートは主にメトロポール劇場で行われ、東ベルリンで行われるコンサートの3分の2はこのオーケストラが担当した。
1977年には、ギュンター・ヘルビッヒが首席指揮者に就任し、1984年にはクラウス・ペーター・フロールが指揮を引き継ぎ、その後シャウシュピールハウスがオーケストラの本拠地となった。シャウシュピールハウスはカール・フリードリッヒ・シンケルによって設計され、コンツェルトハウスとして改装された。
デンマークの指揮者ミヒャエル・シェーンヴァント（1992年年 - 1998年）の時代に、このオーケストラは正式にコンツェルトハウス・ベルリンを本拠地とするオーケストラとなった。その後、エリアフ・インバルのもと、ベルリン交響楽団は日本ツアーを含む15のコンサートで13の都市を回り、スペイン、中国、韓国での公演も行った。
2006年には首席指揮者ローター・ツァグロセクのもとで、オーケストラは「ベルリン・コンツェルトハウス管弦楽団」として改名された。2012年から2018年までハンガリーのイヴァン・フィッシャー が首席指揮者を務め、彼はその後も名誉指揮者としてオーケストラに携わっている。2017年より、ユライ・ヴァルチュハが初の客演指揮者として活動している。2019年から2023年まで、クリストフ・エッシェンバッハが首席指揮者を務めた。2023年からはヨアナ・マルヴィッツが新たに首席指揮者となった。
2008年から、日本人の日下紗矢子が第1コンサートマスターを務めることになった。
レコーディングは、ザンデルリングやフロールの指揮で、ドイツ・シャルプラッテン・レーベルやオイロディスク・レーベルに存在する。

## 歴代首席指揮者等

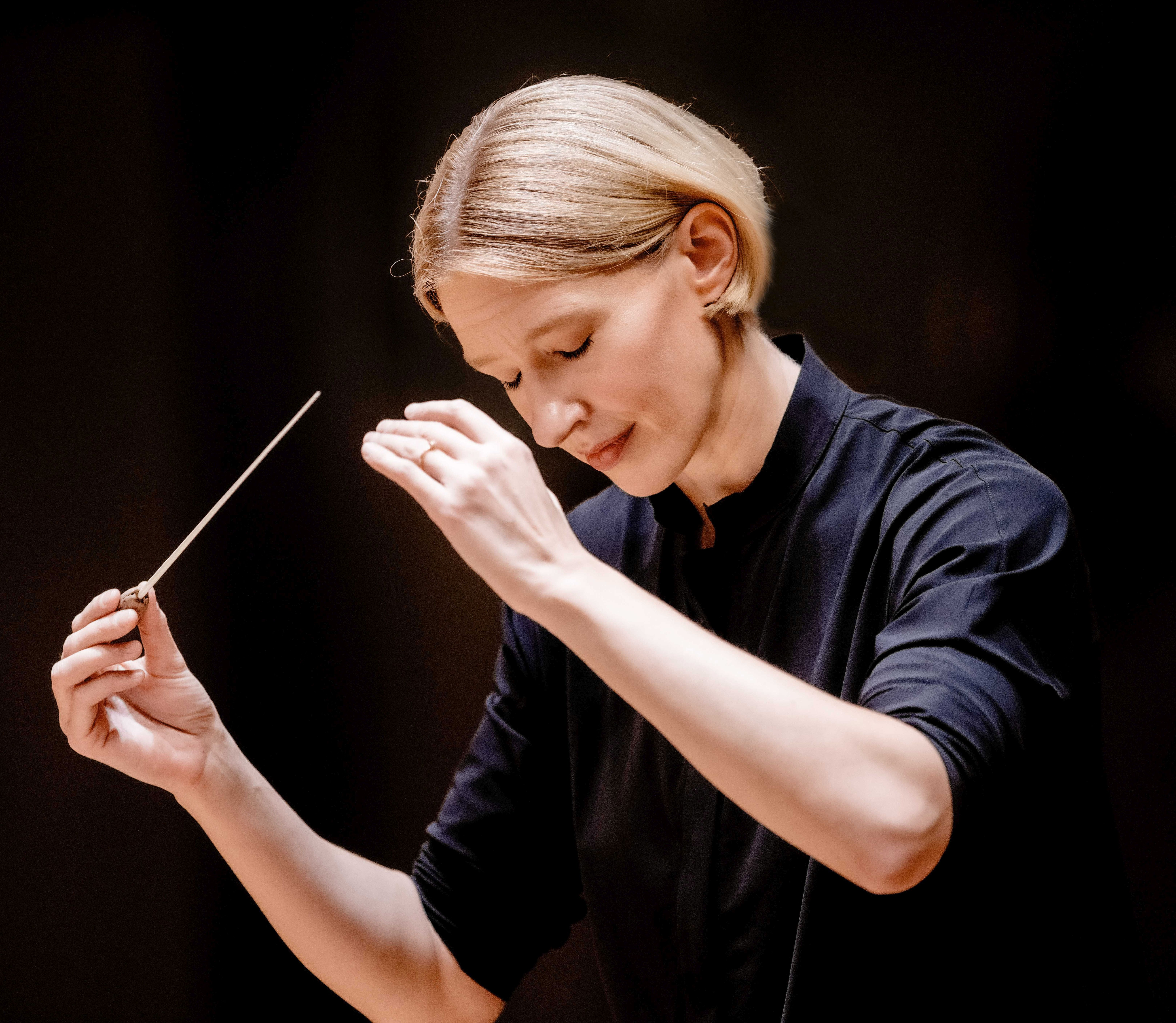
2023年より首席指揮者に就任したヨアナ・マルヴィッツ

- 1952–1959: ヘルマン・ヒルデブラント（ドイツ語版）
- 1960–1977: クルト・ザンデルリング
- 1977–1983: ギュンター・ヘルビヒ
- 1984–1991: クラウス・ペーター・フロール
- 1992–1998: ミヒャエル・シェーンヴァント（英語版）
- 2001–2006: エリアフ・インバル
- 2006–2012: ローター・ツァグロセク
- 2012-2018: イヴァン・フィッシャー
- 2019-2023: クリストフ・エッシェンバッハ
- 2023-    : ヨアナ・マルヴィッツ（英語版、ドイツ語版）[1]